# Codillo de cerdo

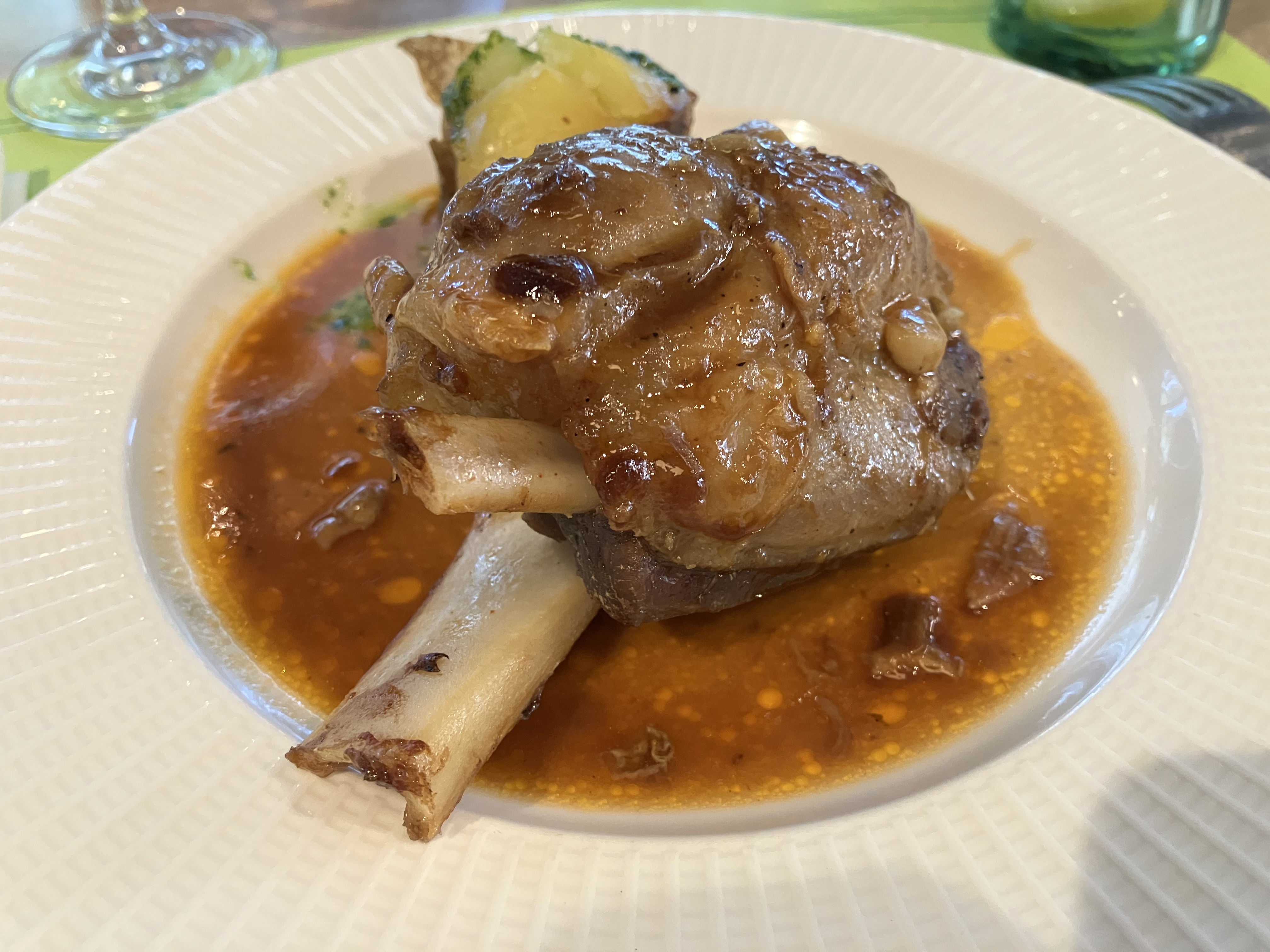
Codillo de cerdo ibérico (España).

El codillo de cerdo es una parte del despiece del cerdo: el codillo ubicado entre la unión de los dos huesos de la pata donde se forma el codo. El codillo tiene un sabor fuerte, es muy aromático, contiene abundante grasa y cuando se prepara es necesario que esté cociendo bastante tiempo; algunas recetas hablan de varias horas.

## Gastronomías

### Gastronomías de Alemania y de Austria
Es un asado típico de la gastronomía de Alemania y especialmente popular en Baviera. En alemán recibe el nombre de schweinshaxe, aunque también se lo conoce bajo las denominaciones de Hachse, Hechse, Haxe, Hämsche, Bötel o incluso Stelze. En Alemania se encuentra la mayoría de las veces en salazón; en Berlín se suele servir acompañado de puré de guisantes. En el sur de Alemania y en Austria se lo encuentra a menudo asado al horno. La versión austriaca de este plato, llamada stelze, suele marinarse o precocerse en una salmuera de ajo y alcaravia, asándose hasta que la piel queda crujiente y sirviéndose con mostaza, rábano picante y guindilla encurtida. De una manera general, en los países germánicos también suele acompañar el chucrut (Eisbein mit Sauerkraut).

### Gastronomía de Francia
En la cocina francesa se lo llama jarret de porc. El codillo, en Francia, puede comerse como plato principal: se lo asa al horno lentamente en su propia grasa hasta que esté crujiente en superficie, y se lo acompaña entonces con patatas o con verduras. Entra en la composición del chucrut alsaciano (choucroute) y es ocasionalmente utilizado como ingrediente para el petit salé aux lentilles (un plato de lentejas).

### Gastronomía de China
En algunos casos la cocina china cuece lentamente los ingredientes en salsas aromatizadas, como por ejemplo salsa de soja y vino de arroz. Uno de estos platos es el codillo de cerdo con azúcar que se encuentra en la región de Suchow-Wuhsi en el noroeste de Shanghái.

### Gastronomía de Polonia
En la cocina polaca, la golonka es un codillo de cerdo previamente marinado y cocido, lo mismo que en Berlín y en el norte de Alemania. En las cartas de los restaurantes podemos ver "golonka po Bawarsku" (a la bávara), que además está asada al horno.

## Galería de imágenes
|               |
| Localización. |

|                                        |
| Schweinshaxe (codillo de cerdo asado). |

|                                    |
| Eisbein (codillo de cerdo cocido). |

|                            |
| Codillo asado con patatas. |